# Pseudomys calabyi
Pseudomys calabyi är en gnagare i släktet australmöss som förekommer i norra Australien.
Vuxna exemplar är utan svans 68 till 95 mm långa, svanslängden är 64 till 94 mm och vikten varierar mellan 12 och 20 g. Djuret har 16 till 19 mm långa bakfötter och 12 till 14 mm stora öron. Gränsen mellan den gråbruna ovansidan med röda nyanser och den vita undersidan är tydlig.
Arten förekommer på halvön i norra delen av delstaten Northern Territory. Regionen är kullig och täckt av savann.
Individerna gräver underjordiska bon och ingången täcks med en hög av klapperstenar. Honor i fångenskap hade under nio månader sju kullar med tillsammans 22 ungar. Exemplaren gräver underjordiska bon som används av flera individer samtidig. Vid utgångarna skapas små högar med runda stenar. Antagligen äter arten liksom andra släktmedlemmar frön från gräs och andra växter. Pseudomys calabyi är nattaktiv.
Pseudomys calabyi hotas av okontrollerade bränder. Enligt en grov uppskattning från 2014 bildas hela beståndet av 15 000 vuxna exemplar samt av ungdjur. Arten lever bland annat i Kakadu nationalpark och Litchfield nationalpark. IUCN listar gnagaren som sårbar (VU).